# Froyelles
 Froyelles  es una población y comuna francesa, en la región de Picardía, departamento de Somme, en el distrito de Abbeville y cantón de Crécy-en-Ponthieu.

## Demografía
| 74 | 68 | 59 | 56 | 55 | 66 |
| Para los censos de 1962 a 1999 la población legal corresponde a la población sin duplicidades (Fuente: INSEE [Consultar]) |    |    |    |    |    |